# Pachydissus samai
Pachydissus samai là một loài bọ cánh cứng trong họ Cerambycidae.